# 래클런 매쿼리
래클런 매쿼리(Lachlan Macquarie, 1762년 1월 31일 스코틀랜드 ~ 1824년 7월 1일 런던)는 스코틀랜드 출신의 영국군 장교로 오스트레일리아 뉴사우스웨일스주의 초대 총독(1810년 ~ 1821년)을 역임하였다.
그는 오스트레일리아가 유배 식민지에서 자유로운 식민지에 사회 변화에 중요한 역할을 했다. 따라서 초기 19세기 오스트레일리아 사회의 형성에 중요한 역할을 한 인물로 평가된다. 스코틀랜드에 있는 그의 무덤에 비문은 "오스트레일리아(호주)의 아버지"로 설명하고 있다.

## 생애
래클런 매쿼리는 스코틀랜드 서해안의 이너 헤브라이즈 군도의 멀 섬의 해안에서 멀리 떨어진 울바 섬에서 태어났다. 그의 부친이나 매쿼리의 생가에 대해서는 알려진 바가 거의 없다. 그의 모친은 멀 섬에 성을 가지고 있는 대지주의 딸이었다. 그는 14살의 나이로 이 섬을 떠나게 된다. 그 집안의 전통대로 ‘에딘버러 왕립 고등학교’에 입학했었다면, 그가 군대에 자원한 나이와 동일하기 때문에 매우 짧은 시기였을 것으로 추측된다.
매쿼리는 1776년 제84보병연대에 입대를 하게 된다. 그 부대를 따라 1777년에는 미국으로 건너가 미국 독립 전쟁에 참전하게 된다. 신병으로 그가 참가한 전투는 뉴캐슬 재인 전투였다. 이 전투는 영국의 상선으로 미국 사략선에 승리한 최초의 전투였다. 처음에는 노바스코샤주 핼리팩스에 주둔했으며, 도착 5개월 후에 소위로 임관했다. 1781년에 〈71 보병 연대〉로 전출을 가서, 뉴욕과 찰스턴, 자마이카에서 복무를 하였다. 1784년 스코틀랜드로 돌아와 절반의 급여를 받는 중위로 복무를 하게 된다. 그 후 인도와 이집트에서 장교로 일을 하게 된다. 1793년 1월 인도의 봄베이 랏지 No1(오늘날의 Grand Lodge No. 139)에서 매쿼리는 프리메이슨이 되었다. 1789년 대위로 승진하였으며, 2년 후인 1801년 소령으로 승진을 하였다. 그리고 1805년에는 73 보병 연대를 지휘하는 중령이 되었다.
1793년에 그는 안티과 사법부 장관의 딸인 제인 자비스(Jane Jarvis)와 결혼을 하였다. 그러나 3년 후 그녀는 결핵으로 사망을 하게 된다.

## 뉴사우스웨일스주지사
1807년 11월에 매쿼리의 사촌인 엘리자베스 헨리에타 캠프벨과 두 번째 결혼식을 올린다. 1809년 4월에 매쿼리는 뉴사우스웨일스주지사로 임명을 받게 된다.